# Капрадосо (Ријети)
Капрадосо је насеље у Италији у округу Ријети, региону Лацио.
Према процени из 2011. у насељу је живело 248 становника. Насеље се налази на надморској висини од 645 м.